# Рюти (Цюрих)
Рюти (нем. Rüti ZH) — город в Швейцарии, в кантоне Цюрих.
Входит в состав округа Хинвиль. Население составляет 11 596 человек (на 31 декабря 2007 года). Официальный код — 0118.